# Соната для фортепіано № 15 (Моцарт)
Соната для фортепіано № 15 В. А. Моцарта, KV 533, фа мажор написана 1788 року.
Складається з трьох частин:
1. Allegro
2. Andante
3. Rondeau Allegro

Соната триває близько хвилин.[джерело?]